# Église Stella-Maris de Sliema
L'église Stella Maris de Sliema (en maltais : Knisja tal-Verġni Marija Kewkba Tal-Baħar, en anglais : Stella Maris Parish Church) est une église paroissiale située à Sliema, à Malte. Elle est dédiée à Stella Maris, qui signifie étoile de mer en latin, l'un des titres donnés à Marie (mère de Jésus). Elle est inscrite à l'Inventaire national des biens culturels des îles maltaises. 

## Historique
Au milieu du XIXe siècle, la population de Sliema a augmenté si rapidement que la petite chapelle précédemment utilisée n'était plus suffisante pour le nombre d'habitants. L'architecte Giuseppe Bonavia a donc conçu une nouvelle église. La construction a commencé en 1853 et s'est achevée peu de temps après. Dans les années 1870, l'église est agrandie sous la direction de l'architecte Bonavia, avec deux bas-côtés, une sacristie et une extension orientale et un dôme ajouté. En 1878, Stella Maris a été remplacée en tant que paroisse distincte par Birkirkara et a reçu la première paroisse de Sliema. En 1909, l'église a été à nouveau changée et a reçu une nouvelle façade, qui - même si l'architecte était déjà décédé- reprend les plans établis par Bonavia.

### Littérature
- L. Mahoney, 5000 ans d'architecture à Malte, Éditions La Valette, Malte 1996.